# Окръзи в Германия
Провинциален окръг или окръг (на немски: Landkreis или Kreis) е административно-териториална единица в административното устройство на Германия, която се поделя на общини или общински сдружения. В някои провинции, окръзите се наричат просто окръг, а в други – провинциален окръг, но значението и смисълът им са напълно еднакви.

## Дейности
Окръзите отговарят за:
Според федералните и регионални закони:
- Изграждане и поддържане на пътища от Б категория
- Други строителни планове, които обхващат повече от една местната власт
- Грижа за националните паркове
- Обществено благополучие
- Изграждане и поддържане на болниците
- Изграждане и поддържане на държавните училища на средното образование
- Събиране и изхвърляне на битови отпадъци
- Регистрация на автомобили

Според местните закони: (различни във всеки регион)
- Финансова подкрепа за култура
- Изграждане на пешеходни зони и велосипедни алеи
- Финансова подкрепа за ученически обмен
- Изграждане и поддържане на обществените библиотеки
- Обновяване на икономиката
- Насърчаване на туризма